# Crimond
Crimond est un village du nord-est de l’Écosse situé à 14 km au nord-ouest du port de Peterhead et à un peu plus de 3 km de la côte.

## Geographie
La route principale A90 traverse Crimond et est bordée par l'église de Crimond avec une salle des fêtes, l'école primaire, le Cabinet médical, une boutique, un bureau de poste, un foyer de soins pour personnes âgées et le garage Crimond Motors. Les maisons les plus anciennes du village longent la route principale, avec un domaine moderne à l'ouest.
Le Loch of Strathbeg, situé à proximité, est une réserve naturelle protégée par la RSPB. Autour du loch, il y a 3 points pour observer les oiseaux et autres animaux sauvages, ils sont accessibles près de l'aérodrome où un parking est prévu à cet effet, le centre Starnafin permet aussi l'observation des oiseaux.

## Historique
En 1324, Sir Archibald Douglas fut enregistré comme détenteur des terres de Crimond.
À l'été 1297, après avoir capturé Aberdeen, William Wallace et son armée traversèrent Crimond pour aller à la rencontre d'un autre commandant rebelle, Andrew de Moray, dans une place forte au bord de la rivière Spey.

## Défense
Au cours de la Seconde Guerre mondiale, un aérodrome de la Royal Naval a été établi près du village, près de Rattray, en tant qu’établissement d’instruction abritant le 714 Naval Air Squadron. Après la guerre, la base a été fermée et utilisée par la suite comme station de transmission de la Royal Naval, fournissant des services radio à longue portée. Les installations radio sont maintenant gérées par VT Communications.
Le site était utilisé pour le sport automobile bien que cela ait cessé avec la création de la station de transmission.

## Courses motocyclistes
Du milieu des années 1960 aux années 1970, le club de motocyclistes Bon Accord d'Aberdeen a organisé des courses sur route utilisant certaines des routes principales et périphériques. Lors de la première édition en 1966, John "Moon eyes" participait contre le double vainqueur du GP Manx, George Buchan, ainsi que l'équipage de sidecar composé de Chris Vincent et Mac Hobson. Il s'agissait de l'une des courses les plus septentrionales du Royaume-Uni et attirait régulièrement des concurrents de l'ensemble de l'Écosse et du nord de l'Angleterre.

## Stock-cars
Crimond abrite le célèbre circuit de stock-cars de Crimond Raceway qui est le plus au nord du Royaume-Uni. C'est ici que Jim Clark, l'ancien champion du monde de Formule 1, a commencé sa carrière.
Les stock-cars ont commencé dans les années 1950 sur les pistes de l’aérodrome de Crimond, situé à proximité. Cependant, le ministère de la Défense récupéra le terrain pour construire des mâts radio. La piste fut donc déplacée trois fois avant de s'installer définitivement à son emplacement actuel en 1973/1974.
La piste est un ovale avec deux stands et un large mur de pneus autour pour protéger les spectateurs.

## Religion

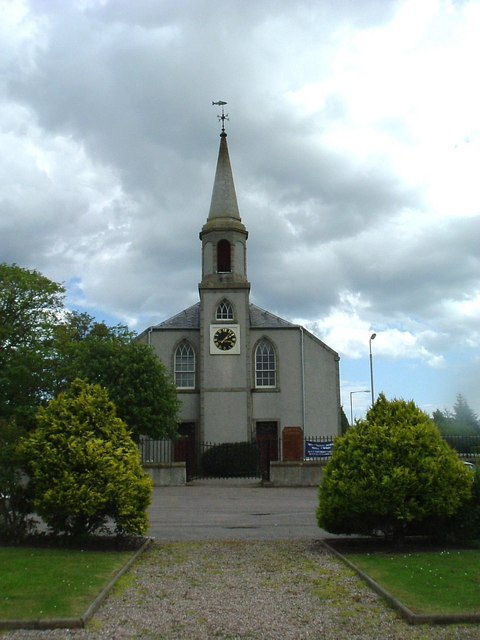
Église de Crimond

L'église de Crimond est le seul édifice religieux officiel du village et fait partie de l'église chrétienne d'Écosse.
L'horloge de l'église de Crimond a une minute supplémentaire entre onze heures et midi, soit 61 minutes par heure. Le mécanisme de l'horloge a été réparé en 1948 par Zygmunt Krukowski, un ancien soldat polonais, qui a ajusté la fréquence du pendule en ajoutant et en retirant des pièces d'un cent. Il a également repeint le cadran avec le nombre correct de minutes. La fureur qui a suivi a entraîné une nouvelle peinture avec la remise en place de la minute supplémentaire. L’horloge est électrique, mais le mouvement original est conservé dans l’église, à la mémoire du défunt conseiller Norman Cowie, qui a réuni les fonds nécessaires à la nouvelle horloge électrique.
L'église a une girouette en forme de poisson qui a été perdue à l'époque de la Seconde Guerre mondiale et qui n'a été retrouvée que dans les années 1990 lorsqu'elle a été replacée au sommet de la flèche. La girouette a été la cible de vandalisme et de coups de balle provenant d’une carabine à air comprimé.

## Résidents célèbres
- Baron Robert John Graham Boothby (1900–1986). Député conservateur de l'ancienne circonscription d'Aberdeen-Est.
- Robert Burnet, Lord Crimond (1592–1661). Juge de la Court of Session et propriétaire du domaine de Crimond.